# Eduard Wilkening
 Eduard Wilkening (* 29. April 1889; † 30. März 1959 in Hamburg) war ein deutscher Politiker der FDP. Er war von 1946 bis 1949 Fraktionsvorsitzender seiner Partei in der Hamburgischen Bürgerschaft.

## Leben und Politik
Eduard Wilkening war Exportkaufmann im Papiergroßhandel und gehörte einer Freimaurer-Bruderschaft an.
Er wurde 1933 ehrenamtliches Mitglied im Vorstand der Hamburger Ortsgruppe des „Hansa-Bundes für Gewerbe, Handel und Industrie“. Kurz nach seinem Eintritt wurde der Bund im Frühjahr 1933 gleichgeschaltet und ein Jahr später aufgelöst. Ab 1934 schloss sich Wilkening der bürgerlichen Gruppe Freies Hamburg um den Liberalen Politiker Friedrich Ablass an, die Widerstand gegen den Nationalsozialismus leistete.
Nach dem Ende des NS-Regimes wurde aus dem Zirkel um Friedrich Ablass im Mai 1945 der Bund Freies Hamburg (BFH) gegründet. Eduard Wilkening wurde auf der Gründungsversammlung zum Vorsitzenden gewählt.
Am 20. September 1945 wurde er auch zum stellvertretenden Vorsitzenden der „Partei Freier Demokraten“ (PFD) gewählt, Vorsitzender wurde Christian Koch. Von Anfang an, gab es zwischen den beiden Vorsitzenden grundlegend unterschiedliche Ideen für die politische Ausrichtung der neuen Partei. Wilkening sah im Antisozialismus und in der Bürgerlichen Sammlungsbewegung eines Paul de Chapeaurouge die Zukunft und nicht wie Koch, der eine Wiederaufnahme der Sozial-liberalen Koalition aus der Weimarer Zeit als erstrebenswert empfand. Er gehörte auch von Februar bis Oktober 1946 der Ernannten Bürgerschaft an, in die ihn die britische Militärregierung als Liberalen Politiker berufen hatte. Nach Kochs Rücktritt vom Amt des Landesvorsitzenden im Juli 1946 bewarb Wilkening sich um den frei gewordenen Posten, unterlag auf dem Parteitag 27. Juli 1946 jedoch Willy Max Rademacher, der 129 der 186 abgegebenen Stimmen erhielt.
Nach der ersten freien Bürgerschaftswahl nach dem Krieg im Oktober 1946 war Wilkening das einzige Mitglied des Landesvorstandes der mittlerweile zur FDP umbenannten Partei, der sich gegen Gespräche mit den Sozialdemokraten stellte. Er war der Meinung, dass Marxisten und Liberale vor allem in der Wirtschaftspolitik zu unterschiedliche Auffassungen hätten. Im November 1946 legte er seine Ämter im Landesvorstand nieder, erhielt aber im selben Monat den Posten als FDP-Fraktionsvorsitzender in der Bürgerschaft, den er bis 1949 innehatte.
1949 trat er aus der FDP aus, sein Nachfolger als Fraktionsvorsitzender wurde Edgar Engelhard. Er trat im folgenden Jahr der Partei „Liberale Vereinigung“ seines ehemaligen Widersachers Christian Koch bei. In den letzten Jahren seines Lebens trat er politisch nicht mehr in Erscheinung.
Seine letzte Ruhestätte erhielt Eduard Wilkening auf dem Friedhof Ohlsdorf im Planquadrat D 15, südöstlich von Kapelle 4. 